# Portillo (Spagna)
Portillo è un comune spagnolo di 2 574 abitanti situato nella comunità autonoma di Castiglia e León.